# Distretto di Nishikamo
Il distretto di Nishikamo (西加茂郡, Nishikamo-gun?) è stato uno dei distretti della prefettura di Aichi, in Giappone. È stato soppresso con l'assunzione da parte dell'unico comune che ne faceva parte, Miyoshi, dello status di città, il 4 gennaio 2010.
| Controllo di autorità | VIAF (EN) 256244681 · NDL (EN, JA) 00638509 |